# Montana State University System
Montana State University System je od 1. července 1994 spolek státních univerzit v americkém státě Montana. Ke sdružení náleží:
- Montana State University – Bozeman (hlavní kampus)
- Montana State University – Billings
- Montana State University – Northern
- Montana State University – Great Falls College of Technology